# Milano Porta Venezia
Milano Porta Venezia (włoski: Stazione di Milano Porta Venezia) – przystanek kolejowy w Mediolanie, w regionie Lombardia, we Włoszech. Znajdują się tu 2 perony. Stacja została otwarta w 1997.
Znajduje się tu również stacja metra.
| Milano Porta Venezia            |  |                                       |
| Linia średnicowa (6,376 km)     |  |                                       |
| Milano Dateoodległość: 1,313 km |  | Milano Repubblica odległość: 0,946 km |